# 高藤聡一郎
高藤 聡一郎（たかふじ そういちろう、1948年11月4日 - ）は、日本人の著作家。仙道 と気功の研究家、指導者。中国の伝統的修行体系である「仙道」を著書で発表し、1980年代 - 1990年代に仙道ブームを起こしたことで知られている。

## 来歴
東京都出身。1950年代 - 1960年代の、戦後の困窮した下町の混乱期に少年時代を過ごす。早くから人生、特に「生死」の問題に悩み、中学時代から哲学書や親鸞の『歎異抄』、禅宗の『臨済録』などを読み始め、死後の実在への関心から日本神霊協会などにも入会していた。同時に未知の世界への興味から語学の学習を開始して、母国語以外の言語を勉強する。文法や約束事から垣間見えた言語間の伝統習慣の違い、意識思考の多様性から、海外の民族文化への関心を深める。
1971年に東京都庁を退職し、ユーラシア大陸を放浪する。特に、台湾の多民族の言語と文化的混沌を目の当たりにして興味を持つが、海外放浪中の慣れない生活での不摂生の連続、また台湾の現地人との過度の飲酒や夜更かしなどによる肉体的疲労等から肝臓病を患い内臓全体に波及する。帰国後、西洋医学から当時の代替療法まであらゆる治療を試みるが効果は少なかった。1972年に知人の依頼で台湾の現地駐在員となり、そこで体験した本場の中医学医療の効果と一般にまで広がる高い養生実践に深く感心する。1974年には体調はいくらか改善したが未だ回復に至らない時、仙道の名を知り、台湾の仙学の実践家たちを訪ねる。そこで中医学や養生、哲学などの中国の古い伝統文化の根底には、日本には知られていない「仙道」の存在があり、それが台湾に残っていることを知る。帰国後、仙道の修行に励み、初歩が出来るようになると、ようやく健康が回復し、更にそれ以上の生命力に増しているのを実感する。そして本格的な修行の道に踏み出すこととなった。
その経緯と仙道の紹介をまとめた『仙人入門』を大陸書房より刊行し、1970年代の「気」がまだ架空の存在とも思われていた 当時に、一定の評価を受ける。その好評を背景に、同社より仙人シリーズとして著書を続けて出版し、著作家の道を歩むようになった。同時に、内丹、気功、中医学、風水、哲学、中国武術 など、仙道とその周辺分野の研鑽、更には仙道との比較と理解を深めるため中国以外の修行体系の研究も重ねる。
1983年からは学習研究社より、仙道シリーズ の刊行を開始する。本来難解な仙道の現代化を図り平易な文章で解いた著書が、折からの第一次精神世界ブームの波に乗って話題となり、ヨーガや瞑想などと同様にその分野において仙道の名前が広く知られることとなった。その他には、夢見術やチベット密教の著書がある。執筆研究以外では、仙道の研究会を主宰して希望者には修煉の指導を行っていたが、1998年には会を解散した。1997年の著書以降は新刊がなく、近年の活動状況は判っていない。

## 人物
- 現代の仙人と呼ばれているが、自分では仙人という自覚はないと述べている[9]。

## 著作

### 書籍
- 大陸書房
  - 『仙人入門』 1978年7月。ISBN 4-8033-0721-0
  - 『仙人になる法』 1979年2月。ISBN 4-8033-0616-8
  - 『仙人不老不死学』 1979年5月。ISBN 4-8033-0664-8
  - 『仙人瞑想法』 1981年2月。ISBN 4-8033-0506-4
  - 『タオ健身法』 1981年11月。ISBN 4-8033-0563-3
  - 『現代中国の仙人』 1982年10月。ISBN 4-8033-0656-7
  - 『仙道「気」の成功術』〈新書版〉 1991年1月。ISBN 4-8033-3180-4
  - 『仙道「気」の成功術』〈文庫版〉 1992年6月。ISBN 4-8033-4128-1
- たま出版
  - 『悠かなる虚空への道』 1984年7月。ISBN 4-88481-114-3
- 学習研究社
  - 『秘法！超能力仙道入門』 1983年12月。ISBN 4-05-103417-8
  - 『あなたを変える夢見術入門』（山梨賢一共著） 1985年5月。ISBN 4-05-101049-X , ISBN 4-05-103426-7
  - 『驚異の超人気功法』 1986年1月。ISBN 4-05-103431-3 , ISBN 4-05-101796-6
  - 『秘術！超能力気功法奥義』 1986年9月。ISBN 4-05-103435-6
  - 『奇跡のスーパービジョン』 1987年6月。ISBN 4-05-101797-4 , ISBN 4-05-103439-9
  - 『奇跡の華僑金儲け術』1989年7月。ISBN 4-05-103578-6
  - 『仙道帝財術入門』 1990年4月。ISBN 4-05-104308-8
  - 『仙道魔術遁甲の法』 1991年9月。ISBN 4-05-105130-7
  - 『仙道錬金術房中の法』 1992年11月。ISBN 4-05-400047-9
  - 『仙道符咒気功法』 1993年12月。ISBN 4-05-400193-9
  - 『仙道風水術尋竜の法』 1994年12月。ISBN 4-05-400397-4
  - 『秘伝！チベット密教奥義』 1995年11月。ISBN 4-05-400480-6
  - 『神秘！チベット密教入門』 1996年10月。ISBN 4-05-400695-7
  - 『仙道未来予知察気の法』 1997年11月。ISBN 4-05-400895-X
- 未発表作（仮題）
  - 『チベット密教　夢見の法』[10]
  - 『チベット密教　荼吉尼天の法』[10]
  - 『仙道サバイバル学』[11]

### ビデオ
- 学習研究社 『ビデオ・マガジン　ムーⅡ』（出演：高藤聡一郎／林厚省／堤裕司） 1986年3月（ビデオ：ＶＨＳ）
- 学習研究社 『超能力気功法 ： 気の超パワーを開発する実践秘術！』 1990年10月（ビデオ：ＶＨＳ）書籍付属。ISBN 4-05-105128-5
- 大陸書房 『驚異の仙道気功　気の健康法』 1990年12月（ビデオ：ＶＨＳ）。ISBN 4-8033-3125-1
- 福昌堂 『仙道超人気功法』（ビデオ：ＶＨＳ）

### 掲載誌
- たま出版 『たま』 、 学習研究社 『ムー』　別冊『マインドパワー』 、 福昌堂 『武術 (うーしゅう）』 、 旺文社 『オムニ』日本語版 、 他